# 半澤直樹
《半澤直樹》是日本TBS電視台以池井戶潤所著系列小說《半澤直樹系列》改編的連續劇，於周日劇場時段播出，由堺雅人領銜主演。共推出2季、1集番外篇。
第一季於2013年7月7日至9月22日播出，以第一部《我們是泡沫入行組》為基礎再加上第二部《我們是花樣泡沫組》的前後篇改編而成，並以書中主角「半澤直樹」做為劇名，共播出10集。
2020年1月3日播出新年番外篇《半澤直樹第二季第0章》，由吉澤亮主演，堺雅人於最末段短暫登場。
第二季於2020年推出，改編自同系列小說《失落一代的反擊》與《銀翼的伊卡洛斯》，共播出10集；原定4月19日開始播出，但因COVID-19疫情導致拍攝工作中斷而延期，至2020年7月19日起正式播出，首集加長25分鐘。海外播出方面，台灣OTT平台KKTV、friDay影音於8月3日起每週一更新，緯來日本台於8月8日起每週六晚間10點播出。原定9月6日將播出第8集，受到COVID-19疫情影響拍攝進程，臨時宣布延後一周，於9月13日播出；中国大陆则由哔哩哔哩独家代理第一季（2020年10月29日）、番外篇（2020年11月4日）和第二季（2020年11月5日）。

## 劇情簡介
本劇描寫於泡沫時期入行的銀行員半澤直樹，與銀行內外的「敵人」戰鬥的故事。

### 第一季第一部：大阪篇

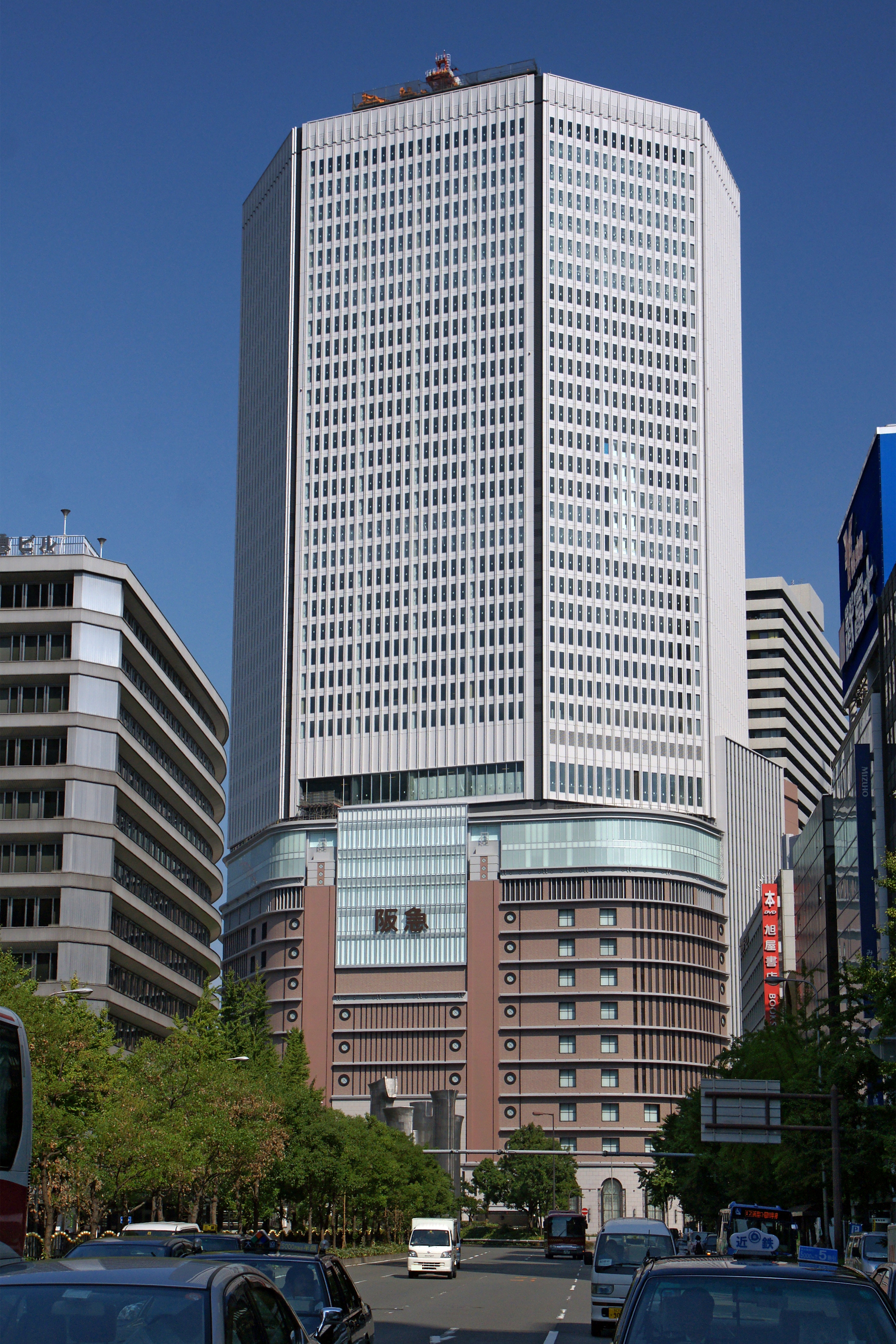
大阪西分行本為梅田阪急大樓

受泡沫经济冲击的影响，原產業中央銀行因有大筆不良债权而與東京第一銀行合併為東京中央銀行。合併後銀行內部有著「舊東京第一」與「舊產業中央」的派系鬥爭。大阪西分行行長為了自身的利益和晉升，以及提升該分行的名聲，因而裸貸給西大阪鋼鐵，而在融資一個月後西大阪鋼鐵即倒閉致使銀行留下五億元債務。分行長為了自身利益開始推卸責任給當時為融資課長的半澤，與此同時國稅局亦開始介入事件，加上相關人士的不合作態度，半澤等人要收回五億變得困難重重。然而在半澤等人鍥而不捨的追回之下，五億元債務最終成功給收回，並同時揪出幕後黑手。而後半澤以此為契機晉升東京本部，擔任營業第二部次長一職。

### 第一季第二部：東京篇

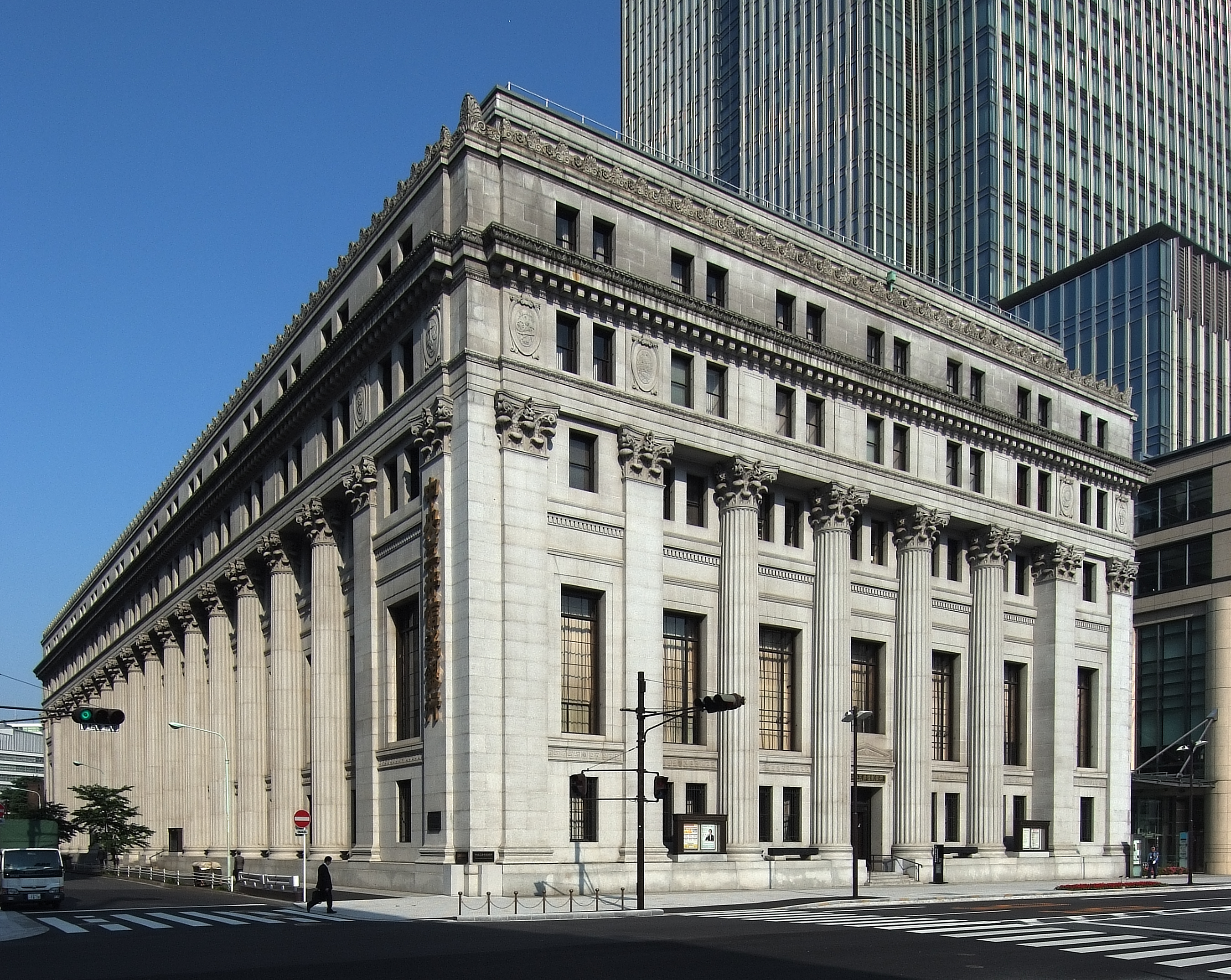
東京本部本為三井本館

晉升東京本部後一年，銀行批出伊勢島飯店的融資200億，但批出後沒多久竟發現飯店有著120億元的资金運用失誤，再加上金融廳檢查局要在兩周內對東京中央銀行進行監察，迫使銀行必須設法使伊勢島飯店不被金融廳認為是問題企業，而避免銀行名譽受損且被迫改組，於是伊勢島飯店社長與行長將此事托付因成功收回5億元債務而備受囑目的半澤直樹來處理。

### 第二季第0章
半澤被調職至銀行的子公司東京中央證券擔後發生的事件，由於創業以來一直使用的證券交易系統要耗資百億進行大改版，本篇將描述參加評比競賽的IT公司SPIRAL，對於一家新創公司幾乎是傾全力來來參加，但不為人知的陰謀已正悄悄運行展開故事序幕。高坂圭曾經因為與某個案件有關而失去了舞台，但憑藉其才能而再次受重用而成為IT公司SPIRAL的主力資訊工程師，代表參戰這次資安系統標案的競賽，他與半澤的關係也將是關注的重點。

### 第二季第一部：東京中央證券篇
本篇，半澤獲知電腦雜伎集團為實現公司自身發展，決定收購比自身實力強大的SPIRAL，東京中央證券營業企劃部正全力準備電腦雜伎集團的收購方案，但由於不為人知的陰謀，電腦雜伎集團放棄與東京中央證券合作，轉向與東京中央銀行證券營業部合作。此後，SPIRAL的股票被惡意收購，SPIRAL危在旦夕，SPIRAL社長瀨名對公司的控制權朝不保夕，半澤本人的銀行職員生涯也遭遇挑戰，面臨調職風險。本篇的主線是：半澤所屬的東京中央證券，如何與SPIRAL合作，對抗來自東京中央銀行和電腦雜伎集團的惡意收購。（故事原型為Livedoor對日本放送收購戰及其引申的Livedoor事件）

### 第二季第二部：帝國航空篇
帝國航空因經營不善而陷入嚴重負債，回到東京中央銀行任職的半澤受行長中野渡指派，進行帝國航空重建方案。同時間，執政黨進政黨在民望低迷下改組內閣，新任國土交通大臣白井亞希子宣布將針對帝國航空進行企業重建，並成立專案小組，而其中一項計畫便是擬要求持有帝國航空債權的銀行，一律放棄七成債權，一旦落實，將令東京中央銀行蒙受巨大損失。半澤將如何在保有債權的情況下重建帝國航空，同時面對握有國家公權力的強大對手。然而東京中央銀行裏有高層意圖阻擾重建方案進行，還政府要求的方案，這件事的背後疑似與東京中央銀行暗藏的巨大黑幕有所關聯……。（故事原型為2010年日本航空破產事件）

## 製作背景
導演福澤克雄表示「起初是讀到池井戶潤的《下町火箭》而相當感動，因而讀了池井戶潤的全部小說，看到《我們是泡沫入行組》的標題時卻完全不被吸引，但讀了之後覺得很有趣，覺得不得不將這本書拍成影片」。他特別選擇了小說中半澤最活躍的部分來拍成電視劇。此外，他亦希望將《半澤直樹》拍成電影。他表示原著的第三部作品很適合拍成電影版，也想在電影中描寫更深刻的主題。
當初挑選飾演「半澤直樹」的演員時，非常快地就決定由堺雅人擔任，導演福澤克雄表示「在《南極大陸》合作時，對堺雅人台詞的節奏以及他作為演員的態度十分佩服……池井戶潤先生腦海中也浮現他的臉。」《半澤直樹》是堺雅人在同年4月跟菅野美穗新婚後的首部電視劇。半澤直樹的妻子則是由上戶彩飾演。這次除了是上戶跟堺雅人繼10年前在《獻給一個夏天的爸爸》一起演出後的再一次合作外，也是她在2012年9月跟EXILE的HIRO結婚後的首次電視劇演出。

## 播出
首集延長一小時並創下19.4%的高平均收視率，在該季僅次於《最強名醫》的19.6%。第二集的平均收視率21.8%較上集高了2.4%，刷新了該季的收視紀錄，瞬間最高收視率於9點51與52分，皆達到了24.4%，該劇亦為堺雅人所主演的收視最高紀錄。
從第一集到最終回的收視率不曾下跌，而最終回的平均收視率達到了42.2%，達到了本世紀日本電視劇最終回的最高紀錄，打破了2011年日本電視台連續劇《家政婦三田》最終回40.0%的收視紀錄。而最終回瞬間收視率最高的那段為當晚10點17分，達到了46.7%，也打破了《家政婦三田》的42.8%。
台灣緯來日本台以《王牌銀行員》为劇名引進，并於2013年10月7日至10月18日期间播出。10月18日播出的完結篇平均收視率達到2.0（約70萬人收看），為台灣有線電視中日劇單集的最高收視。八大戲劇台於2014年3月17日播出。
香港无线电视以原名引进，於2013年11月16日在旗下收费电视频道煲劇1台首播，并於2014年1月28日在旗下收费电视频道TVB Window重播。另外，于2014年7月安排在免费频道翡翠台及高清翡翠台播映，并作为TVB Amazing Summer2014其中一個推介的節目。
2020年7月19日第二季第一集开播后，据统计，《半泽直树》在关东地区的平均收视率为22%，瞬间最高收视率达到23.2%。

## 登場人物
以下對登場角色及其經歷之描述，以TBS電視劇版本（非原著小說）為根據。演員的日語讀法以官方網站的人物相關圖為基準。

### 主要人物
| 角色     | 演員                   | 香港配音                                    | 介紹 | 登場季數       |
| 半澤直樹 | 堺雅人 少年：中島凱斗  | 陳廷軒(第一季)→翟耀輝(第二季)/ 雷碧娜(少年) | 產業中央銀行營業四部調查組職員→東京中央銀行大阪西支店融資課課長→東京中央銀行總行營業第二部次長→東京中央證券營業企劃部部長→東京中央銀行總行營業第二部次長→提名行長候補。 1970年12月8日在石川縣金澤市出生。中學時因父親融資失敗自殺的緣故，對產業中央銀行產生了「必須加以改變」的意志，於1992年進入產業中央銀行，2011年升任大阪西支店融資課課長（見第8集）。慶應義塾大學經濟系畢業，慶應體育會劍道部。 第一季第一部遭到大阪西支店分店長淺野陷害，被迫承擔西大阪鋼鐵社長東田欺詐融資5億，造成銀行損失的責任，為了向東田討回金錢而四處奔走。對於長官、上司不當的做法，會抓住足夠的證據後而予以反撲。 第一季第二部以東京中央銀行總行為背景，針對往來對象伊勢島酒店爆發的巨額虧損、及內部融資作業不法情事進行調查，進而與過去有極深的因緣，現今位居總行高層的大和田常務正面交鋒。最後被調職至子公司東京中央證券擔任營業企劃部部長。 第二季第一部以東京中央證券為背景，曾自嘲已被銀行拋棄，無法重返銀行，聲言要以證券社社員身分幹一番大事，與被委任的森山處理電腦雜技集團收購Sprial的事件，最後與大和田互相利用，揭發三笠副行長、伊佐山部長等人惡行，最後重返銀行，後來被委任負責重建帝國航空的項目。 第二季第二部以重返銀行，重建帝國航空為背景，半澤認為帝國航空有能力自行重建，但政府方面要求銀行放棄七成債權。半澤一方面在保有債權的情況下重建帝國航空，另一方面卻發現銀行高層意圖阻擾重建方案進行，還支持政府要求的方案，一切同舊東京第一銀行暗藏的巨大黑幕有所關聯，巨大黑幕更與現任進政黨幹事長箕部啓治有關。面對握有國家公權力的強大對手及銀行高層的阻擾，半澤不惜一切，作出最後反擊。 一切事情結束後，半澤原打算負上責任辭職，但辭職信先被中野渡行長退回，及後被大和田撕碎。最後大和田於辭職前提名半澤為行長候補，並與半澤立下打賭之約，要半澤負起重建銀行責任，登上行長之位。 其不媚上欺下的態度和堅毅果敢的處事方式深得一部分人（主要是其好友、下屬）尊敬、認同，如中野渡行長、同期好友的渡真利和近藤、大阪篇中的竹下社長、部下中西、東田的情婦藤澤未樹、東京篇中的湯淺社長、戶越會計課長、東京中央證券篇的部下森山、濱村、尾西、原田、Sprial的瀬名社長、帝國航空篇的神谷社長、山久部長、木瀧機長、開發投資銀行的谷川次長等。與此同時亦有一部分人（主要是其上司）對此相當不滿，如大和田董事、岸川部長、黑崎檢察官、大阪篇中的淺野分店長、東田社長、小木曾次長，東京篇的羽根專務、貝瀨分店長、東京中央證券篇的三笠副行長、伊佐山部長、電腦雜伎集團的平山社長夫婦、帝國航空篇的永田董事、進政黨的箕部幹事長、帝國航空特別工作組的乃原律師等。 其著名金句為「以牙還牙，加倍奉還」（）。 | 全劇           |
| 半澤花   | 上戶彩                 | 劉惠雲                                      | 半澤的妻子，也是半澤的精神支柱。 一直希望丈夫能夠買一棟真正屬於半澤家的房子。雖然常拌嘴，但是總是支持著丈夫，在銀行的妻子聯誼會中也努力地建立關係並蒐集情報。 在大阪篇，透過出席銀行員工宿舍的每月茶會時，從分行副行長太太口中得悉丈夫裸貸令銀行損失5億的事；在東京篇，即使單獨面對金融廳職員的強行入屋搜查，依然能不軟弱的逼使職員向她作出口頭道歉。亦從岸川夫人口中得知其女兒將和黑崎結婚一事，從而揭穿了黑崎檢察官和岸川部長之間的特殊關係，亦解釋了半澤等人在應對金融廳檢查期間出現各種阻撓的成因。 | 第一季／第二季 |
| 渡真利忍 | 及川光博               | 黃啟昌                                      | 東京中央銀行東京總行融資課調查員→融資課企畫組次長。舊産業中央銀行出身。慶應義塾大學經濟學系畢業。 入行初時的志願是做項目融資，期望能經手龐大資金，可以左右企業未來的大事業。此志願在東京篇中透過與美國福斯特連鎖酒店集團商談收購伊勢島酒店的條件一事達成。 認為在銀行工作，人事關係最重要。喜歡打探情報，擁有豐富的人脈情報網。更時常給予同期的半澤幫助或公司內外部情報的提供。 發現淺野分行長經常在總行的人面前說半澤壞話，還特意當天來回了東京總行一趟跟高層員工搞好關係。由於擔心好友情況，因此到岡山縣出差期間特地前往大阪一趟，把淺野準備將不良貸款的所有過失歸咎於他一人的事當面告知半澤，還以「蜥蜴的尾巴」作為比喻提醒對方。 | 全劇           |
| 大和田曉 | 香川照之               | 李錦綸                                      | 產業中央銀行金澤分行融資課→東京中央銀行京橋分行行長→東京中央銀行常務董事→東京中央銀行董事→辭職 舊產業中央銀行出身，是該行有史以來晉升得最快和最年輕的精英；亦是舊產業中央銀行出身中最成功的一個。跟淺野分行長的交情非常深厚。覬覦行長的位子，因25年前於金澤市工作中，拒絕融資給半澤父親的螺絲工廠，導致半澤父親自殺。因此，半澤一直心內認定他是殺父仇人。 大阪篇中，對半澤處理收回5億事件上存有賞識及友好態度；東京篇中，因半澤發現他的不法行為而責問他後，便開始針對半澤，當中涉及的不法事情背後都與他有關。 跪地道歉事件後淪為銀行董事會中地位最低一員，後因中野渡僅以降職了事，故他對中野渡抱「報恩」心態，事事表現阿諛奉承、甚至愚忠，但仍不忘在董事會中尋求重振地位機會，再加以利用。東京中央證券篇中，試圖利用電腦併購風波作為人事鬥爭工具，重拾自己在董事會中影響力。但他從最初隔岸觀火，到後期遭伊佐山背叛則與半澤互相利用，向伊佐山報復，並將重建帝國航空的「燙手山芋」丟給半澤。 在帝國航空篇中與半澤雖有共同利害關係，但兩人互相厭惡對方，只維持在互相利用，直至為查出紀本背後的黑幕才達成合作。 實際上當年中野渡對大和田寬大處理其中一個目的，是秘密任命身為「舊產業中央」派系領袖的大和田，調查「舊東京第一」派系無人願意正視的舊東京第一不良融資真相。在中野渡利用由東京中央銀行保管，涉及箕部啓治信貸文件換取其信任下，讓大和田有機會接近箕部，暗中打探頂證他的有力證據。 帝國航空風波後辭職，向半澤道別時提到對於害死半澤父親一事感到抱歉，但不認為自己當年拒絕融資決定有錯，又利用激將法向半澤立下打賭之約，要半澤負起重建銀行責任，登上行長之位。 其金句為「下屬的功勞是上司的功績，上司的過錯是下屬的責任」（）、 「受滴水之恩，必湧泉相報，知恩圖報！」 （）（2020年版）。 | 第一季／第二季 |
| 中野渡謙 | 北大路欣也（特別演出） | 譚炳文（第一季）→張炳強（第二季）           | 東京中央銀行紐約分行行長→東京中央銀行行長→辭職，屬於舊東京第一銀行派系。 曾是前副行長牧野治下屬之一。牧野治自殺後，先後任命富岡義則及大和田秘密調查舊東京第一的不良融資黑幕。 一切事情結束後，代替半澤負上責任並辭職，辭職前將半澤的辭職信退回。不但對辭職前與半澤共事而感到榮幸，而且認為半澤應該成為行長。 認為銀行看重的應該是「人」而不是「錢」，並認為人的價值無法以錢來衡量。 | 第一季／第二季 |

### 半澤家
| 角色       | 演員       | 香港配音      | 介紹 | 登場季數               |
| 半澤隆博   | 二宮慶多   | 魏惠娥        | 直樹與花的兒子。 | 第一季                 |
| 半澤慎之助 | 笑福亭鶴瓶 | 陳永信        | 半澤的父親，半澤螺絲的社長。 有業務往來的駒田工業破產後，向產業中央銀行提出融資，遭到行員以不正當手法欺哄而抵押了自己的土地，但仍被銀行打回票而陷入絕境，最終上吊自殺。 | 第一季／第二季（回想） |
| 半澤美千子 | Lily       | 伍秀霞→沈小蘭 | 半澤的母親。 接受內海信用金庫提供的融資，接手經營丈夫留下的樹脂螺絲工廠。                                                                                               | 第一季／第二季（回想） |

### 近藤家
| 角色       | 演員     | 香港配音 | 介紹 | 登場季數 |
| 近藤直弼   | 泷藤贤一 | 陳卓智   | 東京中央銀行秋葉原東口分行融資課代理課長 → 大阪總行系統課 → 地方相關企業田宮電機會計部部長 → 東京中央銀行總行宣傳部 → 東京中央銀行總行宣傳部次長。 慶應義塾大學商學部畢業，體育會劍道部部員。半澤的知己好友，常與半澤練劍、相互打氣。 是同期中首位成為代理課長的人，在新開設的秋葉原分行負責擴展客戶。近藤的能力受到大家公認而被委以重任，不過因為沒什麼成績，所以一直都很辛苦。另外，由於大家對近藤都抱有很大期望，結果反而令當時的分行行長對他特別反感。最後因工作壓力過大而患上壓力型思覺失調症，為了治病而停職半年。被調職到大阪本行，在神戶買了一間獨立屋與家人生活不久，被公司的人事部以他隨時會病發為由直接放棄，將他外調。 外調至田宮電機後起初被同事和上司孤立，後來經半澤鼓勵後重新振作。及後因察覺到帳簿有異，發現田宮電機一直以來存在著的財務問題，並鼓勵社長作供，從而作成證言，交給半澤揭穿真相。然而因大和田開出誘人條件，證言沒有被送到半澤手中，而是交給大和田，作為回歸銀行的交易條件。最後近藤成功回到銀行，而且是在他志願的宣傳部任職。 第二季無登場，处于在新加坡长期出差的状态。 | 第一季   |
| 近藤由紀子 | 山崎直子 | 詹健兒   | 近藤的妻子。 | 第一季   |
| 近藤洋弼   | 大西利空 |          | 直弼與由紀子的兒子。 | 第一季   |

### 東京中央銀行

#### 董事會
| 角色       | 演員                        | 香港配音 | 介紹 | 登場季數 |
| 岸川慎吾   | 森田順平                    | 盧國權   | 董事兼業務統括部長→外調。 屬於舊產業中央銀行派系，與大和田先後擔任京橋分行行長，後被大和田提拔。 第三次金融廳檢查結束後被揭發與黑崎檢查官的特殊關係（其女兒為黑崎的未婚妻）。 | 第一季   |
| 高木專務   | 三浦浩一                    | 張錦江   | 專務董事。舊東京第一銀行出身。 | 第一季   |
| 三笠洋一郎 | 古田新太                    | 葉振聲   | 東京中央銀行副行長→外調 證券部門最高負責人，反中野渡派系領頭人物，覬覦行長之位，與大和田關係不睦。 伊佐山推動電腦併購案。為求通過併購案500億日圓追加融資，向大和田低頭請求遊說。 將半澤向伊佐山轉達，關於電腦財務狀況的警告壓下。電腦併購案黑幕被揭穿後，企圖將所有責任推卸至伊佐山一人身上。 向平山夫婦索取賄賂，以換取銀行準備電腦對Spiral併購案，平山美幸斥其程度「表面紳士，其實貪得無厭」，惡行在董事會上被當眾揭發。 併購風波後，被外調至電腦雜伎集團收拾殘局。                                                                                               | 第二季   |
| 紀本平八   | 段田安則 中學時代：土方柚希 | 招世亮   | 紐約分行行長→常務董事。 舊東京第一銀行出身。前副行長牧野治下屬，「棺之會」成員之一。 負責債權管理事務，在重建帝國航空工作上抱親政府立場，又多番向政府洩漏銀行行動，是企圖強迫銀行放棄債權的奸細。 為強迫銀行放棄債權，不惜以自己職位威脅董事會，但當眾銀行跟隨開發投資銀行拒絕放棄債權後，卻在舊東京第一派系董事支持下，避過大和田在董事會上的逼宮，賴死不辭職。 在舊東京第一時期向箕部啓治批出多筆可疑融資，並有收取賄款，对权力心生畏惧而与箕部啓治勾結甚深。其不法受贿的证据最终在黑崎的帮助下被渡真利和福山查获。帝国航空重组风波结束后，告发了乃原律师的不法行为。 | 第二季   |

#### 東京總行
| 角色       | 演員     | 香港配音 | 介紹 | 登場季數 |
| 小木曾忠生 | 緋田康人 | 朱子聰   | 秋葉原東口分行分行長→東京本行人事部次長→外調。 常以節奏性的拍桌來威嚇人，是導致半澤的同期好友近藤罹患精神分裂的元凶，與分行長淺野為同一派系，在淺野安排的「裁量臨店」中盜竊文件意圖陷害半澤，在事跡敗露后被外派處分。 | 第一季   |
| 高木       | 志垣太郎 | 盧國權   | 東京總行的董事，中野渡派。 | 第一季   |
| 倉島健太   | 吉永秀平 | 梁偉德   | 任職融資本部 | 第一季   |
| 横山       | 信太昌之 | 陳欣     | 人事部次長 | 第二季   |
| 苅田光一   | 丸一太   | 劉奕希   | 情報系統部。半泽、渡真利、近藤的同届同学，偶尔跟渡真利、半泽一起喝酒聊天。 | 第二季   |
| 曾根崎雄也 | 佃典彦   | 張錦江   | 審查部次長 原帝國航空重建計畫負責人，領域意識強烈，中野渡行長指派半澤接手計畫後，對他態度非常敵視、不合作。 過去為帝國航空提供融資時受更高層人員指使作出虛假報告，以避過金融廳審查，造假被揭發後向山久施壓，要求承認問題是出於帝國航空失誤，又要求他投訴半澤，將其逐出重建計劃團隊，讓自己重新接手。惡行在行長面前被半澤當面揭穿，行長表明他將要受到處分。受事件所累，銀行要接受金融廳業務改善命令。 在大和田與半澤聯手軟硬兼施下，供出竄改報告的幕後黑手。 | 第二季   |

##### 東京總行營業二部
銀行內一個精英雲集的部門。
| 角色       | 演員       | 香港配音 | 介紹 | 登場季數               |
| 内藤寛     | 吉田鋼太郎 | 林保全   | 營業部部長。對部下半澤相當信賴，為保住半澤使其繼續負責伊勢島飯店重建事務而向上級抗議。                                                         | 第一季／第二季（回想） |
| 小野寺順治 | 牧田哲也   | 黃積權   | 對於次長半澤的工作態度相當尊敬。半澤亦對其相當信賴，共同負責接手伊勢島飯店。                                                                   | 第一季                 |
| 坂本新之助 | 岡山天音   | 陳灝瑋   | 營業第二部調査役 因其樸實的性格受到半澤關注。受半澤的指示，搶先金融廳一步將伊勢島飯店相關資料取回。                                            | 第一季                 |
| 田島春     | 入江甚儀   | 張裕東   | 審査部調査役→ 營業第二部調査役 從審查部臨時調任，作為半澤的部下共同行事。 合併後入職，對銀行內「舊產業中央」及「舊東京第一」的派閥之見不甚理解。 | 第二季                 |

##### 東京總行融資本部
| 角色       | 演員       | 香港配音                          | 介紹 | 登場季數      |
| 定岡崇之   | 小須田康人 | 張錦江                            | 任職融資本部。 | 第一季        |
| 川原敏夫   | 井上肇     | 林保全                            | 融資本部責任調査員。 | 第一季        |
| 灰田雅樹   | 加藤虎之介 | 蕭徽勇                            | 融資本部。大和田派、小木曾的心腹。 | 第一季        |
| 寺内健太郎 | 松永博史   | 馮錦堂                            | 融資本部。中立派。 | 第一季        |
| 加納正明   | 西澤仁太   | 周倚天                            | 融資本部。中立派。 | 第一季        |
| 福山啓次郎 | 山田純大   | 麥皓豐（第一季）→陳卓智（第二季） | 融資部次長，擅長以平板電腦做數據分析，極端偏重理論。在大和田與岸川的指示下，出馬與半澤競奪伊勢島飯店一案的負責人。 第二部在大和田指示下，調查紀本等「舊東京第一」派系高層，協助半澤等人釣出關於箕部信貸狀況的秘密檔案收藏位置。 | 第一季/第二季 |

##### 東京中央銀行證券營業部
| 角色       | 演員       | 香港配音 | 介紹 | 登場季數 |
| 伊佐山泰二 | 市川猿之助 | 陳卓智   | 部長→外調 原大和田派系，表面上投靠三笠，但背後卻利用與大和田的勾結來謀取己利。被視為「大和田的得意弟子」，但大和田因被半澤在董事會上揭發不當轉借融資並下跪道歉事件失勢並降職，導致伊佐山晉身董事機會受挫，事件令他變得打從心底裡厭惡大和田，假意合作只為利用對方，增加自己在董事會影響力。後期二人決裂，伊佐山背叛大和田並羞辱他是「跪地笨蛋」（土下座野郎）。 大和田下跪事件也令伊佐山極度敵視半澤，揚言要弄得半澤永不翻身。 獲諸田洩露電腦雜伎集團委托中央證券併購Spiral案後，使橫手強行搶奪。 挑撥中央證券岡光秀社長，將其推動電腦併購案失敗，導致業績下滑的「責任」，完全推卸至半澤身上，同時在銀行人事部說半澤壞話，要求將他再外調。 與廣重多加夫、鄉田行成勾結，企圖以近乎欺詐手段達成吞併，但陰謀被半澤揭穿事敗。 對電腦真實財政問題、背信行為，幾乎懵然不知，在董事會硬銷對電腦併購案追加融資500億日圓，半澤揭穿黑幕後即時遭三笠割席，被強迫跪地道歉。風波後被外調至電腦雜伎集團收拾殘局。 | 第二季   |
| 野崎三雄   | 小久保壽人 | 曹啟謙   | 任職次長。 | 第二季   |
| 諸田祥一   | 池田成志   | 招世亮   | 東京中央證券營業企劃部次長→東京中央銀行證券營業部→外調 原東京中央銀行人員，被外調至中央證券。 藐視中央證券「正式員工」，甚至中央證券本身。為求返回銀行不惜背叛中央證券，洩漏電腦併購案予伊佐山，獲調職返回銀行證券部，作為三笠與伊佐山的跟班小鬼。 電腦併購風波後，被半澤帶返中央證券辦公室，向眾人低頭道歉，與伊佐山一同被外調至電腦雜伎集團收拾殘局。 | 第二季   |
| 三木重行   | 角田晃广   | 張錦江   | 東京中央證券營業企劃部→東京中央銀行證券營業部總務課 原東京中央銀行人員，被外調至中央證券。 工作能力平庸，被中央證券正式社員背後嘲笑是「無能的男人」，花上一星期仍搞不好原屬中央證券的電腦併購Spiral方案，令諸田有機可乘，成為出賣中央證券的共犯。 雖獲調職返回銀行證券部，但只被安排做庶務工作，投閒置散。對背叛舊同僚感到內疚，又不甘受伊佐山、諸田等人多番侮辱下，藉工作之便向半澤洩漏伊佐山的Spiral併購方案文件，助半澤揭穿近乎詐騙的吞併陰謀。 | 第二季   |

##### 東京總行法人部
| 角色     | 演員   | 香港配音 | 介紹 | 登場季數 |
| 時枝孝弘 | 高橋洋 | 張錦江   | 調査員 → 降職外派至名古屋的關係企業。 與半澤同期，3個月前奉命接手伊勢島飯店，因京橋分行的負責人對他隱瞞完整資訊，而後飯店資金問題爆發而遭調往名古屋。 | 第一季   |
| 灰谷英介 | 美濃介 | 張錦江   | 法人部代理部長 东京第一银行出身，屬紀本一派，1988年度入行。前副行長牧野治下屬，「棺之會」成員之一。 於舊T時代，將當時向箕部借出的5年無擔保20億日元公寓建設融資批出，曾冷待為此進行調查的半澤及田島。於半澤使計之下，於其確認箕部的信貸檔案所在地的安全之時，被富岡及田島跟蹤，查出了秘密證據的收藏地方。 受紀本的指示，將「伊勢志摩state」不當間接融資的佣金存入了「棺之會」成員的戶口。其後被受半澤所託的黑崎嚴刑迫供之下道出一切真相。 | 第二季   |

##### 東京總行检查部
負責檢查融資及銀行其他業務，外調員工多會被調任至此等待正式調動通知，故又被稱為「流放待命室」。與其他部門相比，其人員辦公態度似乎較為散漫。
| 角色     | 演員     | 香港配音 | 介紹 | 登場季數 |
| 富冈义则 | 淺野和之 | 陳永信   | 检查部代理部長，产业中央银行出身。外號「富哥」。 被半澤稱為「東京中央銀行的活字典」，曾指導大和田及半澤如何當銀行員。10年被派至被稱為「流放待命室」的檢查部，一直任職至今。 10年前2010年因當時牧野治副行長自殺事件，在當時的中野渡行長為了查出牧野副行長自殺真相及找出舊T不良融資，委託了新山智美從銀行中挑選「不受舊派系鬥爭影響，堅實進行調查」的職員，從而被揀選作中野渡的秘密任命職員，一直暗中進行調查任務。 直至半澤一行人開始調查15年前箕部啟治的不良融資黑幕，從而暗中相助半澤調查。於半澤一行人查出箕部的信貸檔案的所在地時，暗中利用職權，將其藏身地的書庫中心的虛構分行「荻窪西分行」所載的證據文件紙箱，搬至總行地庫四樓的秘密調查室。其後其身份被半澤識破，但明白其苦心，事後也向半澤感謝「終於將真相水落石出」。 | 第二季   |

#### 大阪西分行
大阪篇的主舞台。
| 角色     | 演員       | 香港配音 | 介紹 | 登場季數 |
| 淺野匡   | 石丸幹二   | 潘文柏   | 東京總行人事部部長 → 大阪西分行行長→外調。 作為舊產業中央銀行出身的傑出人才，被常務董事大和田所看好有望成為董事，加入銀行之後，就在總行工作，是個熟悉人事架構的精英，因欠缺實務經驗，由總行獨身派任至大阪，以建立功績後再返回總行擔任董事。 為得到最佳分行榮譽以提升自身地位，讓西大阪鋼鐵融資強行通過，導致銀行遭受5億圓壞帳，然而卻將所有責任推給半澤，並用盡辦法拉攏總行的人員一同陷害他。及後淺野的不法勾當（因投資股票虧損而勾結東田詐騙融資，並收取賄款還債）被半澤識破，最終為了使半澤不以刑事告發他，而賣力協助半澤升遷至東京本部營業二部擔任次長，並為半澤的融資課屬員調職到他們心儀的部門。自己則取代半澤被外派至菲律賓馬尼拉的子公司。 | 第一季   |
| 江島浩   | 宮川一朗太 | 劉昭文   | 副分行長。淺野的心腹。夢想成為分行長，對分行長極盡諂媚，狐假虎威，極力欺壓半澤。隨著淺野被調走後，新分行長一職由總行空降，其行長夢想因此無疾而終。 | 第一季   |
| 中西英治 | 中島裕翔   | 張裕東   | 入行2年的融資課銀行員，半澤的部下。在半澤向淺野的要求下，5億事件結束後，調任到關西支部最大的難波分行，並獲得主任級的待遇。 | 第一季   |
| 垣内     | 須田邦裕   | 張方正   | 半澤的部下。常幫半澤分擔業務，淺野分行長試圖威脅他對半澤進行監視，但最終仍被他勇敢拒絕，在半澤向淺野的要求下，5億事件結束後調到美國紐約分行。 | 第一季   |
| 角田周   | 茂呂師岡   | 陳永信   | 半澤的資深部下。常幫半澤分擔業務，在半澤向淺野的要求下，5億事件結束後接任融資課課長的職位。 | 第一季   |
| 松下     | 森山米次   | 黃子敬   | 庶務部保安警衛。前電腦技術員。受半澤所托在複印機的內部安裝外置硬碟，暗中與複印機內的數據達致同步，結果外置硬碟成功留下資料，同時證實國稅局正在調查西大阪製鋼是否藏起了可以被追討的金錢。 | 第一季   |

#### 京橋分行
為産業中央銀行派的大本營。大和田與岸川皆曾先後擔任該分行的分行長。
| 角色     | 演員     | 香港配音 | 介紹 | 登場季數 |
| 貝瀬郁夫 | 川原和久 | 朱子聰   | 分行長。舊產業中央出身，大和田派，受高層指示而壓下了伊勢島飯店資金問題報告。                                                                           | 第一季   |
| 古里則夫 | 手塚通   | 馮錦堂   | 融資課代理課長。擅長對上司察言觀色，對於近藤提出的融資案百般刁難。受貝瀨指示無視戶越洩漏的情報，也未交接給總行的負責人時枝，並在半澤面前百般推諉卸責。 | 第一季   |

#### 妻子聯誼會（第一部）
| 角色       | 演員         | 香港配音 | 介紹                                                                 | 登場季數 |
| 淺野利惠   | 中島博子     | 許盈     | 分行長淺野的妻子。對丈夫的事業與行為不太了解，一心一意的照顧好家庭。 | 第一季   |
| 江島沙苗   | 田中美奈子   | 謝潔貞   | 江島的妻子。無所不用其極的討好利惠，常把其他妻子的功勞據為己有。     | 第一季   |
| 角田美津代 | 中田優子     | 黃麗芳   | 角田的妻子。                                                         | 第一季   |
| 垣內芳江   | 宇田川沙耶香 | 林芷筠   | 垣内的妻子。                                                         | 第一季   |

#### 妻子聯誼會（第二部）
| 角色     | 演員       | 香港配音 | 介紹         | 登場季數 |
| 岸川夫人 | 松居直美   | 梁少霞   | 岸川的妻子。 | 第一季   |
| 貝瀬夫人 | 小柳真由美 |          | 貝瀬的妻子。 | 第一季   |
| 福山夫人 | 大森裕子   |          | 福山的妻子。 | 第一季   |

### 國稅局·金融廳 管轄組織
| 角色     | 演員       | 香港配音 | 介紹 | 登場季數       |
| 黑崎駿一 | 片岡愛之助 | 陳欣     | 金融廳檢查官→大阪國稅局查察部統括官→金融廳檢查局主任檢查官→證券交易監管委員會事務局檢查課主任檢查官→金融廳監督局主任檢查官→國稅廳。 性格傲慢且歇斯底里，習慣以陰柔的語氣說話，在工作上對銀行的要求與對待下屬相當苛刻，绝无懈怠，是個敵視銀行的人。 被調到國稅局前是金融廳的檢察官，由於把大同銀行逼至破產後，被批評做事手法太過份，因此在事件平息之前要在國稅局過冷河。 在搜查西大阪鋼鐵的逃稅過程中與半澤交手，並與半澤爭奪搶先收回東田隱匿的財產。爾後自國稅局調回金融廳，在承辦伊勢島酒店虧損一案對東京中央銀行進行金融廳檢查而再度與半澤對決。 後來被得悉正準備結婚，對方為岸川部長的女兒，與岸川部長的特殊關係亦因此被揭穿，亦解釋為何輕易認同大和田常務提出的方案。 第三部轉任至證券交易監管委員會，針對Spiral收購Fox帶隊搜查中央證券，但搜查過程令半澤懷疑整次電腦併購風波背後，隱藏着更大黑幕。 第四部中临时取代落合檢察官就帝国航空重建與东京中央银行的授信判斷展开金融厅检查。因調查箕部與東京中央銀行間的黑幕觸動利益，被外調至國稅廳，離別前向半澤透露調查的線索。在國稅廳期間幫助半澤取得了紀本的不法資金流向證據。 事实上，黑崎背后与下属相处的时候有着不为人知的善良一面，因此得知黑崎被调离之后，下属们都不禁落泪告别。虽然因立场不同而与银行对立，但实则内心很正义，暗中也非常欣赏半泽的才能。 | 第一季、第二季 |
| 相模     | 石黑英雄   | 麥皓豐   | | 第一季         |
| 大塚     | 永岡佑     | 李凱傑   | | 第一季         |
| 脇屋     | 岡亞由美   | 黃瑩瑩   | 以上三人皆為黑崎在國稅局查察部的部下。 | 第一季         |
| 島田亮太 | 竹財輝之助 | 曹啟謙   | | 第一季         |
| 木下愛   | 近野成美   | 吳羨婷   | | 第一季         |
| 古谷     | 宮野真守   | 曹啟謙   | 以上三人皆為黑崎在金融廳檢查局的部下。 | 第二季         |

### 西大阪製鋼的相關人物
| 角色     | 演員       | 香港配音      | 介紹 | 登場季數 |
| 東田滿   | 宇梶剛士   | 招世亮        | 西大阪鋼鐵社長。私立浪速大學工商管理畢業。淺野分店長在初中時代的同學。 利用做假帳令人以為公司的財務狀況良好，以便向東京中央銀行騙取融資5億元。融資後二個月即出現虧損，一個月後，因開出大量的空頭支票而宣告破產倒閉，並且申請個人破產，與情婦藏匿多處避債，意圖利用騙得資金在越南東山再起。但其秘密帳戶最後被半澤查獲，12億資產全遭凍結，身敗名裂。 | 第一季   |
| 藤澤未樹 | 壇蜜       | 朱妙蘭        | 東田的情婦，與板橋平吾也有交往，實際上是為了自己的夢想，開一間屬於自己的美甲店而委曲求全，終接受半澤貸款創業建議而出賣東田。及後先後被半澤和黑崎遊說要求提供與東田的秘密帳戶相關的證據，最後選擇相信半澤，利用國稅局逼東田將賬戶資料全數託付給自己後又把主要證據轉交給了半澤。                                                                     | 第一季   |
| 波野吉弘 | 拉沙爾石井 | 蕭徽勇        | 西大阪製鋼會計課課長，不但做假帳，而且還幫公司逃稅。倒閉後在鳥谷造船任職。礙於不知道東田什麼時候會將所有責任全部推到自己身上，為了保命而留下西大阪鋼鐵的秘密帳簿來作擋箭牌，並且隨身帶著真正的帳簿以防萬一。被半澤逼迫至心臟病發倒下。把東田可能藏匿的地方－未樹家的地址告知半澤。                                                                 | 第一季   |
| 竹下清彥 | 赤井英和   | 葉振聲        | 竹下金屬社長。操近畿方言。西大阪鋼鐵為該公司主要業務往來對象，因受西大阪製鋼倒閉連累，導致公司運作困難而倒閉。之後企圖自殺，被半澤所救。經半澤的勸說後，與半澤協力搜索東田的下落。長期手持一部單反相機，為半澤提供不少重要的照片。 | 第一季   |
| 板橋平吾 | 岡田浩暉   | 周倚天        | 淡路鋼材社長。暗中幫助東田逃亡而假裝與半澤友好，後被半澤與竹下給揭穿。 | 第一季   |
| 小村武彥 | 逢坂純     | 黃子敬        | 小村建設前會長，將自身的不動產託付給東田保管，因遭到主要來往銀行告發不法事證而被追討責任，也促使其父女關係破裂，而後因受半澤幫助，父女團圓，臨死前透過女兒告知半澤東田的藏匿處。 | 第一季   |
| 小村優子 | 吉澤梨繪   | 鄭麗麗→梁少霞 | 小村武彥的女兒。 | 第一季   |
| 小村武志 | 上野蒼真   |               | 小村武彥的孫子。 | 第一季   |

### 伊勢島飯店
| 角色     | 演員       | 香港配音 | 介紹 | 登場季數 |
| 湯淺威   | 駿河太郎   | 李鎮然   | 社長。公司一直以來受到身為會長的父親專制操作，造成湯淺集團日漸衰弱，因此企圖擺脫父親過去的經營方針，重振伊勢島飯店。在大東京飯店實習期間，當時產業中央銀行營業四部調查組職員半澤正主導大東京飯店的再建計畫因而認識半澤，在伊勢島一事親自拜託了行長讓半澤負責該案，並且自己亦前往海外拓展新業務來重建飯店的榮景。 | 第一季   |
| 羽根夏子 | 倍賞美津子 | 袁淑珍   | 專務。狡猾的野心家，與大和田勾結，連累伊勢島酒店損失過百億資金，又企圖以不法手段逼退湯淺，代之成為伊勢島的社長。但在半澤和湯淺社長的重整計劃成功後被撤換，離別前向半澤承認一切都是受到指使，告誡半澤小心提防大和田。                                                                                             | 第一季   |
| 戶越茂則 | 小林隆     | 黃子敬   | 經理課課長→資源回收業者職員→復職。 將伊勢島資金失誤向銀行內部告發，反遭銀行向飯店密告其洩露資訊而被飯店開除，後與半澤聯手找出真相，且將原由告訴湯淺社長後復職。 | 第一季   |

### 田宮電機
| 角色     | 演員     | 香港配音 | 介紹 | 登場季數 |
| 田宮基紀 | 前川泰之 | 李致林   | 社長。毫無責任感，對於銀行融資所需準備的資料一再推辭且絲毫不在乎，並將所有責任丟給近藤。5年前遭大和田欺哄，而扛下了3000萬的債務。在近藤勸說之下，加上大和田的食言，懊悔不已，便將事情始末告知近藤，且留下了證詞錄音檔。 | 第一季   |
| 野田英幸 | 利重剛   | 張炳強   | 經理課課長。看不起被銀行降調的近藤，並聯合部下孤立他。但在近藤發現公司帳務有問題之後而被近藤徹底教訓。 | 第一季   |
| 小川     | 望月章男 | 劉奕希   | | 第一季   |

### 白水銀行
| 角色     | 演員            | 香港配音 | 介紹 | 登場季數 |
| 油山哲也 | 木下隆行（TKO） | 蔡德鈞   | 伊勢島飯店的次要往來銀行融資部次長。與半澤、渡真利為慶應義塾大學經濟學部的同學。將戶越洩露伊勢島資金運用損失一事告知半澤。 東京中央證券篇中，渡真利暗示他是將Fox真實財務狀況洩漏予半澤，助他實行反收購行動的線人。 | 第一季   |

### 東京中央證券
東京中央銀行子公司，規模、項目涉資遠比銀行小。銀行會分派部分工作項目，但實際上那些都是推卸下來的困難、麻煩項目。
內部人員根據出身而分為兩大派系：「正式社員」由中央證券聘用，從畢業入職起一直在任的直屬員工；「前銀行員」為來自銀行的外調人員。而兩派關係並不和睦：「正式社員」視被銀行踢走的「前銀行員」都是蛀米大蟲，也不滿屢屢要對來自銀行的欺壓忍氣吞聲；「前銀行員」則認為「正式社員」都沒有處理大宗交易的經驗。
| 角色     | 演員                        | 香港配音                 | 介紹 | 登場季數       |
| 岡光秀   | 益岡徹                      | 盧國權                   | 東京中央銀行董事→東京中央證券社長。 一年前因銀行人事鬥爭失敗被外調。 初期對母公司東京中央銀行表現懦弱、唯命是從，不滿半澤向母公司挑戰的態度。但在半澤取得SPIRAL的顧問合約後，轉為支持半澤防止SPIRAL被電腦雜伎集團惡意併購。 | 第二季         |
| 森山雅弘 | 賀來賢人 中學時代：山崎雄大 | 李致林/ 黃積權(中學時代) | 營業企劃部 正式社員，儘管他有認真的工作態度，但他不喜歡「前銀行員」，故他最初對待半澤的態度較負面。 儘管團隊取消了他於收購項目中的工作，但與半澤一同防止SPIRAL被收購工作後，逐漸顯示出對工作的熱情。同時，也從半澤教誨下學到在做生意中要「感恩」「報恩」，更自言半澤改變了他的一生。 瀨名洋介的國中同學兼劍道部隊友，他想幫助他最好的朋友，慢慢為自己的工作感到自豪，因此他決定努力工作以防止SPIRAL被電腦雜伎集團收購。 半泽被调回东京中央银行营业二部后，作為低成本航空公司Skyhope項目負責人，參與處理帝国航空裁員問題，協助半澤开展重建工作。在Skyhope的新航線經營權申請被國土交通省留難，而引致帝國航空職員轉移受挫，因而為尋找其他航空公司尋求援手，期間發生摔傷引致鎖骨骨折。此舉亦令半澤下定決心繼續重建工作。 康復後，在不顧半澤反對之下，自動請纓飛到伊勢志摩市，與半澤共同調查箕部利用伊勢志摩state地產進行土地鍊金術的真相。 | 第二季         |
| 濱村瞳   | 今田美櫻                    | 成瑤孆                   | 證券信息系統部（番外篇）→ 營業企劃部 正式社員。 在新員工培訓期間，被分配到內部更新交易系統介紹項目團隊並與Spiral合作，期間曾捲入更新系統引發的風波（番外篇）。對自己的工作充滿熱情的女人。 與高坂圭似乎有公事以外的聯繫。 | 番外篇、第二季 |
| 尾西克彦 | 粟島瑞丸                    | 梁偉德                   | 營業企劃部 正式社員 | 第二季         |
| 原田浩平 | 持田將史                    | 鄧志堅                   | 營業企劃部 正式社員 | 第二季         |
| 城崎勝也 | 緒形直人                    |                          | 信息系統部主任（番外篇） 參與中央證券更新交易系統專案 與來栖、黑木勾結，企圖趁系統更新盜竊300億日圓公款，陰謀被高坂圭識破，事敗被拘捕。 | 番外篇         |
| 府川義則 | 栗原英雄                    |                          | 信息系統部部長（番外篇） 濱村在信息系統部工作時的上司。 | 番外篇         |

### SPIRAL
瀬名洋介於中學時期因父親欠債而退學及放棄升學，自修了編寫程式，之後與加納一成及清田正伸成立了SPIRAL
| 角色     | 演員                        | 香港配音                  | 介紹 | 登場季數            |
| 瀬名洋介 | 尾上松也 中學時代：清水大登 | 李鎮然 胡家豪（中學時代） | 社長 強烈反對並抗拒電腦雜伎集團惡意併購，性格容易焦急暴躁。在帝國航空篇中，利用搜尋器科技來協助半澤查出箕部瀆職的實質證據，最終讓對方找到箕部海外匯款紀錄作為物證，並在記者會中揭發。                     | 番外篇、第二季      |
| 加納一成 | 井上芳雄                    | 陳耀楠                    | 専務董事兼戰略責任部長 推動Spiral參與中央證券更新交易系統專案，提拔高坂圭為項目主要負責人。 與瀨名就公司發展路向意見分歧辭職， 后来接受三笠遊說賣出手上Spiral股份。在恶意并购案落幕后选择重新回到Spiral。 | 番外篇、第二季      |
| 清田正伸 | 加藤啓                      | 關令翹                    | 董事兼財務責任部長 與瀨名就公司發展路向意見分歧辭職， 接受三笠遊說賣出手上Spiral股份。最后在恶意并购案落幕后选择重新回到Spiral。                                                                          | 番外篇、第二季      |
| 高坂圭   | 吉澤亮                      | 陳灝瑋                    | 主力資訊工程師 | 番外篇、第二季第3集 |
| 若本健人 | 吉澤悠                      |                           | 開發部 | 番外篇              |

### 電腦雜伎集團
日本第三大科網企業，在全球排名前20位，旨在擴展業務以擴展到亞洲。企圖收購Spiral。
| 角色     | 演員     | 香港配音 | 介紹 | 登場季數 |
| 平山一正 | 土田英生 | 陳永信   | 電腦雜伎集團社長 在35歲時離開綜合商社，與妻子美幸建立電腦雜伎集團。為了進一步鞏固其基礎，要求東京中央證券收購SPIRAL，但兩星期後接受伊佐山提出的併購方案，主動撕毀與中央證券合作協議。 | 第二季   |
| 平山美幸 | 南野陽子 | 陸惠玲   | 電腦雜伎集團副社長 平山一正之妻，出身自大阪市的大商人家庭，有著歇斯底里的個性，以高壓、傲慢的態度對待員工。                                                                           | 第二季   |
| 玉置克夫 | 今井朋彦 | 雷霆     | 電腦電設常務董事（財務）→電腦雜伎集團財務部部長 兩年前從子公司電腦電設特別調職到母公司電腦集團，掌握電腦集團執意收購Spiral的秘密。                                                    | 第二季   |

### 電腦電設
舊稱為General電設，是General工業集團的子公司，兩年前被電腦雜伎集團以300億日圓收購後改稱電腦電設，擁有創新的開關電源的專利，但該專利被電腦集團掌握。
| 角色     | 演員     | 香港配音 | 介紹 | 登場季數 |
| 玉置伸介 | 高橋長英 | 黃子敬   | 電腦電設社長 克夫的父親，開發次世代開關電源的實用化的技術，原希望透過電腦集團併購來實現其技術但未果，由於專利被電腦集團掌握，也因此無法反抗母公司。 | 第二季   |

### Fox
鄉田退出了一家大型電腦公司，成立了Fox，該公司銷售個人電腦和周邊設備商品。 使公司迅速發展的管理技能已引起行業內外的關注。
| 角色     | 演員     | 香港配音 | 介紹 | 登場季數 |
| 鄉田行成 | 戶次重幸 | 李凱傑   | Fox社長 社長，表面上是協助SPIRAL對抗電腦併購的「白武士」，但实际上已经因为投资失利而负担亏损，之后接受了东京中央银行的贷款，并且背後與伊佐山、電腦集團勾結，作為電腦集團吞併SPIRAL陷阱的棋子。計劃失敗後面臨SPIRAL反收購，被平山夫婦利用完即丟棄。 在森山斡旋下，研究并认可了森山的计划，與瀨名社长和解后双方達成善意收購，將Fox併入SPIRAL，推展網購平台為核心業務，并且收获了海外IT巨头的三亿美元投资。 | 第二季   |

### 太洋證券
SPIRAL主要財務顧問，缺乏應對大型併購案、反收購經驗。
| 角色       | 演員       | 香港配音 | 介紹 | 登場季數 |
| 廣重多加夫 | 山崎銀之丞 | 劉昭文   | 營業課長 表面提出發行新股，引入Fox作「白武士」的反收購計畫，但背後與伊佐山、電腦勾結，「反收購計畫」實質是吞併SPIRAL的陷阱， 若與SPIRAL簽署成功，將以成功酬金作為報酬。 陰謀被半澤當面揭穿後，招認伊佐山是幕後黑手。最後得不到任何報酬，且被SPIRAL解除職務。 | 第二季   |

### 帝國航空
因管理不善而陷入嚴重赤字的民營航空公司。
| 角色     | 演員     | 香港配音 | 介紹 | 登場季數 |
| 神谷巖夫 | 木場勝己 | 黃子敬   | 社長 | 第二季   |
| 山久登   | 石黑賢   | 雷霆     | 財務部長。 態度上較半澤的重建計畫，永田失勢後作為重建計劃的總負責人，但也因資遣員工安置不順利一度與半澤不睦。 被曾根崎要脅為其偽造數字背鍋及出示聲明撤換半澤作為重建計畫的承辦人。在半澤成功協調SKY HOPE接納帝國航空資遣員工後，提供與曾根崎對話的錄音給半澤揭發曾根崎的惡行。 | 第二季   |
| 永田宏   | 山西惇   | 葉振聲   | 財務責任董事。從東京中央銀行調任。 在伊勢志摩分行任職時，捲入挪用融資作政治獻金疑雲，因無明確證據證明屬實，被外調到帝國航空了事。 對半澤推動帝國航空靠自力重建方案冷淡消極，選擇性地洩漏重建計畫書不利員工權益部分，企圖挑撥員工拉倒方案，只為任由公司經營繼續敗壞，推卸給政府主動出手「救助」，自己則在裙帶關係庇蔭下避過裁員留任。 得悉半澤調查重建計畫外洩事件後，透過擔任國會議員的兄長永田榮一，直接向銀行高層投訴，企圖壓下調查。 在重建方案說明會上被當眾揭發，串通丸岡商工偽造交易，挪用公款中飽私囊及給予永田榮一的政治獻金，在半澤及憤怒員工的斥罵聲中，倉皇逃離會場。 | 第二季   |
| 木瀧英雄 | 鈴木壯麻 | 陳欣     | 擁有飛行時數15000小時的首席機長，是帝國航空的看板人物，也是帝國航空員工的意見領袖。 因永田刻意選擇性洩漏重建計畫書不利員工權益的部分而不信任半澤，但被半澤點破其心中也相當明白帝國航空存在的問題。最後和半澤一起揭發永田長期以來挪用公款，並支持半澤的重建計畫。 | 第二季   |

### 開發投資銀行
政府投資設立的金融機構，亦是帝國航空主要交易銀行、最大債權銀行。
| 角色     | 演員     | 香港配音 | 介紹 | 登場季數 |
| 谷川幸代 | 西田尚美 | 曾秀清   | 企業金融第四部次長 外號「鐵娘子」，擅長於在領會政府意圖的同時，巧妙地堅持自己的主張。 不甘受親政府高層壓力被強迫放棄帝國航空債權，趁內閣通過開投行民營化法案，宣布不執行放棄債權要求，包括東京中央銀行在內其他銀行跟隨拒絕放棄債權。 | 第二季   |

### 進政黨、日本政府
| 角色       | 演員                        | 香港配音 | 介紹 | 登場季數 |
| 白井亞希子 | 江口德子                    | 梁少霞   | 日本國土交通大臣、眾議院議員。行事果断，雷厉风行，希望以清正廉洁的声誉在政治生涯中博得民众好感。 前新聞主播，在記者會中要求所有債權銀行放棄帝國航空7成債權。 為拉倒東京中央銀行主導的帝國航空重建方案，行使公權力阻撓另一航空公司Skyhope開辦新航線，令其無法吸納帝國航空將要裁減的人手。 在電視節目上攻擊拒絕放棄債權的東京中央銀行，妨礙銀行在救助帝國航空一事上尋求其他企業或銀行合作，同時在社會上製造放棄債權的輿論壓力。 放棄債權記者會遭谷川及半澤挫敗後引咎辭職被拒，保住官職同時被箕部命令只當奉命行事的傀儡。同時在重建特別工作組，被乃原僭越職權，對他屢以粗暴野蠻態度面對銀行代表漸漸不滿，也對他主張針對東京中央銀行再舉行放棄債權記者會，實質只為公開羞辱銀行之舉有疑問，進而對乃原以至箕部產生不信任感。 最初對箕部啓治的過去不法行為尚未知情，在大和田的穿針引線下，半澤及中野渡向其說明了舊T時代不良融資和箕部的關係，令其想起了自己在電視台時代追查政治新聞時期被政治勢力壓下的回憶，從而答應倒戈相向，查探箕部的不正證據。當協助黑崎取得關鍵證據線索，離開箕部的辦公室前將他的盆景摔掉。 在復開的放棄債權記者會上，承認了特別工作組抄襲了半澤的重建方案，以及聲明重建帝國航空不需放棄債權。在半澤成功在當眾揭發箕部的非法行為時，阻止箕部借機逃走，迫令道歉。 箕部醜聞被揭發後，辭任國土交通大臣一職以及退黨，以獨立議員身份開設個人事務所，重新上路。 | 第二季   |
| 箕部啓治   | 柄本明                      | 盧國權   | 進政黨幹事長、眾議院議員 推薦白井亞希子任國土交通大臣，但實際上只視她為傀儡 帝國航空篇黑幕中心，外表和善但骨子裡是老奸巨猾的邪惡政客。行事心狠手辣，常以修剪盆景比喻，對逆己而行者須徹底剷除；同時又不擇手段，為求達到目的，會不惜向更有權勢者低頭下跪。包括向金融廳施壓，要求針對東京中央銀行調查；到白井在放棄債權記者會被挫敗後，威脅中野渡要傳召他到國會受議員問責；又以向金融廳告發十年前牧野涉及的不良融資，威脅大和田及半澤停止針對他的調查，並施壓將調查自己的黑崎從金融廳踢走。 在東京中央銀行合併前與前東京第一銀行有多筆可疑融資，都由紀本負責批出。藉轉借融資予伊勢志摩state地產，並推動政府將該公司早已在伊勢志摩低價收購的地皮，用作興建機場選址，從中牟取暴利；同時又利用該筆問題融資作為威脅銀行的「黑材料」，企圖將銀行變成在「共存共榮」之名下，對進政黨政權言聽計從、予取予㩦、任由壓榨的走狗。 半澤直搗酒店飯局，向中野渡、大和田及自己攤牌時，當面命令半澤下跪道歉，擺出高高在上架子，以賤視、侮辱態度看待半澤。 最終，在中野渡行長的布局下，半澤聯合大和田曉、白井亞希子、笠松茂樹、瀨名洋介、黑崎駿一，合力破獲了其用於受賄的海外銀行賬戶及其流水證據，在單獨針對東京中央銀行放棄債權直播記者會進行之時，惡行遭半澤直樹當眾揭發後，下跪道歉並羞愧倉皇逃走。後因涉嫌違反政治資金限制法、收賄與逃稅遭逮捕。                                         | 第二季   |
| 笠松茂樹   | 兒嶋一哉                    | 葉振聲   | 白井議員秘書 未成為大臣秘書前曾長年所屬於箕部手下。在重建特別工作組時期，曾閱讀半澤的重建方案，認為可行，但被白井壓下。 在放棄債權記者會被銀行挫敗後，回歸為箕部的秘書。在查訪伊勢志摩state地產時，收到東京中央銀行伊勢志摩分行的職員索取財務狀況文件的消息，遂到其分行探訪。在閱讀文件，與半澤一樣見到不對勁，用電話拍下了文件內容。事後被半澤發現，並借機向其查探起疑之心，遂願意穿針引線，帶同白井私訪半澤居所。 箕部事件被揭發後，與白井一同退黨，並向白井自薦成為其新事務所的秘書。 | 第二季   |
| 的場一郎   | 大鷹明良                    | 林國雄   | 日本內閣總理大臣 內閣民望低迷下作出「驚人任命」，任命白井亞希子為國土交通大臣。 箕部背後稱他是「在溫室中長大的笨蛋」。 | 第二季   |
| 永田榮一   | 八十田勇一                  | 張炳強   | 眾議院議員。帝國航空財務責任董事永田宏的胞兄。 | 第二季   |
| 乃原正太   | 筒井道隆 小學時代：盛永晶月 | 蘇強文   | 律师，帝國航空特別工作組領導人 國小及國中時期為紀本的學弟。因小時候父親的工廠遭銀行拒絕融資而倒閉，對銀行懷恨在心。 囂張傲慢卻不自量力、自以為是，以為自己能以一個律師的力量摧毁銀行。 極端仇視銀行，對任何銀行員只會擺出一副不屑、蔑視嘴臉，動輒拍枱吆喝叫囂，連基本社交禮儀也毫不理會，橫蠻無禮，甚至面對中野渡時也依舊極端無禮、一臉藐視、舉止粗暴，只顧一味施壓強迫銀行放弃债權。策劃兩次放棄債權記者會，旨在炮製銀行向政府「投降」場面，令銀行聲名掃地，達到羞辱銀行目的。 曾在伊勢志摩朝原交通擔任顧問律師，策劃其有預謀破產，令銀行分文債務也收不回，同時在那時期知道了伊勢志摩state地產購入機場用地的山林地皮消息，繼而找出了舊T向箕部批出不當融資的事件，並以此要脅中野渡行長揭發事件，但被中野渡以「有本事揭發就去揭發」回言而要脅失敗。 當白井亞希子在第二次放棄債權記者會上，公開承認工作組抄襲東京中央銀行重建方案、帝國航空可在銀行毋需放棄債權下達成重建時，仍不顧體面地當着現場傳媒面前叫囂，以粗言穢語辱罵她。 以為自己在重建帝國航空工作中，立於不敗之地：若銀行放棄債權，可成為帝國航空成功重建「功臣」；若銀行不屈服於威脅，則作為「吹哨人」揭發醜聞，兩者皆能摧毀、報復銀行並提升自己名聲。但箕部醜聞被揭發後，因其迫令銀行放棄債權的手法，被白井及紀本向日本律師協會告發，裁定其要脅罪名成立，被褫奪律師資格。                                     | 第二季   |

### 其他
| 角色                 | 演員       | 香港配音 | 介紹 | 登場季數            |
| 夏目三久             | 本人飾演   | N/A      | 東京中央銀行的形象代言人。 | 第一季              |
| 牧野社長             | 志賀廣太郎 | 林國雄   | 牧野精機社長。 | 第一季              |
| 來生卓治             | 鄧肯       | 林保全   | 特約記者。 | 第一季              |
| 棚橋貴子／大和田貴子 | 相築彰子   | 鄭麗麗   | 服裝公司「LAFiTE」的社長，大和田常務的妻子。因公司經營不善，欠下大筆債務，在大和田常務穿針引線下，借入田宮電機轉貸資金。 | 第一季              |
| 新山智美             | 井川遙     | 鄭麗麗   | 料理屋老闆娘 曾是原东京第一银行（約1999年左右入行）牧野治副行长的秘书，但不是「棺之會」成員。 十年前2010年時，為牧野副行長自殺事件的第一個目擊者。在其葬禮時，受當年仍是紐約分行長的中野渡行長委託，從銀行中挑選「不受舊派系鬥爭影響，堅實進行調查」的職員，從而揀選了檢查部的富岡義則為中野渡行長的秘密任命，以進行調查牧野副行長自殺真相及找出舊T不良融資的任務。其後請辭，成為了料理屋老闆娘。 由於料理屋很多客人都是東京中央銀行職員，故此聽聞不少銀行部。 | 第二季              |
| 牧野治               | 山本亨     |          | 原东京第一银行副行长，在合併後繼續擔任副行長一職。10年前的2010年9月6日在酒店内自杀身亡，留下重重谜团。15年前已察覺银行合併前的舊東京第一不良融资，但因自殺事件而無疾而終。 當時為其部下的舊東京第一派系人員，於每年的忌日聚集拜祭，其集會名為「棺之會」。 | 第二季              |
| 來棲誠也             | 玉置玲央   |          | 資訊科技公司World Big Data成員 領導團隊與Spiral合作，進行中央證券交易系統更新專案。 自稱曾在東南亞多國工作，與城崎、黑木勾結，企圖趁中央證券交易系統更新盜竊客戶300億日圓存款，最終事敗被拘捕。 | 番外篇              |
| 黑木亮介             | 北村匠海   |          | 高坂圭的大學同學 大學時期哄騙高坂圭管理詐騙網站，害他遭刑事調查並從大學退學。 得悉高坂在Spiral工作後，到其辦公室以他曾遭刑事調查的「黑材料」敲詐勒索。 與來棲、城崎勾結，企圖趁中央證券交易系統更新盜竊客戶300億日圓存款，最終事敗被拘捕。 | 番外篇              |
| 花店老闆娘           | 吉田羊     | 梁少霞   | 小花經常光顧的花店老闆娘兼插花班指導老師。 | 第一季第4集、第二季 |

## 工作人員
- 原作：池井戶潤（文藝春秋刊）《我們是泡沫入行組（日语：オレたちバブル入行組）》、《我們是花樣泡沫組（日语：オレたち花のバブル組）》
- 編劇：八津弘幸
- 音樂：服部隆之
- 導演：福澤克雄、棚澤孝義
- 旁白：山根基世／香港：黃玉娟（第一季）→袁淑珍（第二季）
- 編劇協力：坪田文
- 助導：棚澤孝義、田中健太
- CG：酒井基宏
- 標題：井田久美子
- 音樂協調：溝口大悟
- 動作協調：辻井啓伺
- 稅理顧問：坂本剛
- 劍道指導：永島宗行
- 鋼材：品川裕之
- 網路：佐藤英子
- 節目宣傳：川鍋昌彥
- 廣告企劃：秋山真人
- 記錄：福壽香里
- 編製：岸田大輔
- 執行製作：露崎裕之
- 製作人：伊與田英德、飯田和孝
- 助理製作人：萩原孝昭
- 製作、著作：TBS

## 收視率

### 日本TBS首播平均收視率
| 部                             | 集數                           | 播放日期                       | 日文副標題                     | 中文副標題 | 導演                           | 關東地區平均收視率 | 關西地區平均收視率 | 備註                       |
| 第1部                          | 第1集                          | 2013年7月07日                  |                                | 一旦被整必定加倍奉還！面對壞上司的新英雄誕生！ 你能奪回5億嗎？公司宿舍中的妻子間的爭鬥，是為了讓丈夫飛黃騰達？還是為了友情？ | 福澤克雄                       | 19.4%              | 20.6%              | 初回延長一小時             |
| 第1部                          | 第2集                          | 2013年7月14日                  |                                | 拉下上司的冤罪！要惡人加倍奉還                                                                                               | 福澤克雄                       | 21.8%              | 19.9%              |                            |
| 第1部                          | 第3集                          | 2013年7月28日                  |                                | 要劣質的上司加倍奉還！是否能救出陷入危機的部下！？叛徒現身                                                                   | 福澤克雄                       | 22.9%              | 25.6%              | 延長15分鐘                 |
| 第1部                          | 第4集                          | 2013年8月04日                  |                                | 十倍奉還！上司和部下的叛變                                                                                                   | 福澤克雄                       | 27.6%              | 27.5%              |                            |
| 第1部                          | 第5集                          | 2013年8月11日                  |                                | 半澤被調職…！？賭上存亡的戰鬥                                                                                                | 棚澤孝義                       | 29.0%              | 29.5%              |                            |
| 第2部                          | 第6集                          | 2013年8月25日                  |                                | 從5億到120億！為了加倍奉還，半澤調動至東京總店，以對抗巨大的敵人！！                                                         | 福澤克雄                       | 29.0%              | 32.8%              | 延長25分鐘                 |
| 第2部                          | 第7集                          | 2013年9月01日                  |                                | 半澤下跪！窮途末路的大危機                                                                                                   | 棚澤孝義                       | 30.0%              | 31.2%              |                            |
| 第2部                          | 第8集                          | 2013年9月08日                  |                                | 頑強對手登場！輸了就調職的危機                                                                                               | 田中健太                       | 32.9%              | 32.7%              | 延遲5分鐘（21:05 - 21:59） |
| 第2部                          | 第9集                          | 2013年9月15日                  |                                | 最終決戰！～賭上一切的金融廳搜查！！                                                                                         | 福澤克雄                       | 35.9%              | 36.7%              | 延長10分鐘                 |
| 第2部                          | 完結篇                         | 2013年9月22日                  |                                | 最後須百倍奉還的下跪者是誰！～衝擊的結果！！是友情？還是背叛？                                                               | 福澤克雄                       | 42.2%              | 45.5%              | 延長25分鐘                 |
| （收視率由Video Research調查） | （收視率由Video Research調查） | （收視率由Video Research調查） | （收視率由Video Research調查） | （收視率由Video Research調查）                                                                                               | （收視率由Video Research調查） | 平均收視率：28.7%  | 平均收視率：30.09% | 平均收視率：30.09%         |

### 日本TBS首播瞬間最高收視率
| 播放日期      | 集數 | 瞬間最高收視率（關東地區） | 瞬間最高收視率（關西地區） |
| 2013年7月7日  | 1    | 21.9%                      | －                         |
| 2013年7月14日 | 2    | 24.4%                      | －                         |
| 2013年7月28日 | 3    | 27.7%                      | 30.8%                      |
| 2013年8月4日  | 4    | 30.0%                      | 30.5%                      |
| 2013年8月11日 | 5    | 31.9%                      | 32.6%                      |
| 2013年8月25日 | 6    | 33.6%                      | 38.6%                      |
| 2013年9月1日  | 7    | 34.5%                      | 35.9%                      |
| 2013年9月8日  | 8    | 37.5%                      | 38.6%                      |
| 2013年9月15日 | 9    | 40.1%                      | 42.6%                      |
| 2013年9月22日 | 完結 | 46.7%                      | 50.4%                      |

- 同時段競爭節目：
  - TX：《首映音樂祭》、《週日大綜藝》、《所羅門流》

### 台灣緯來首播收視率
| 播映日期       | 集數     | 平均收視率 |
| -------------- | -------- | ---------- |
| 2013年10月7日  | 1        | 0.94       |
| 2013年10月8日  | 2        | 1.34       |
| 2013年10月9日  | 3        | 1.55       |
| 2013年10月10日 | 4        | 1.43       |
| 2013年10月11日 | 5        | 1.60       |
| 2013年10月14日 | 6        | 1.35       |
| 2013年10月15日 | 7        | 1.48       |
| 2013年10月16日 | 8        | -          |
| 2013年10月17日 | 9        | -          |
| 2013年10月18日 | 完結     | 2.0        |
| 平均收視       | 平均收視 | 1.49       |

- 同時段節目：
  - 民視：《風水世家》、週五《廉政英雄》
  - 台視：週五《愛的生存之道》
  - 中視：週五《飛越龍門客棧》
  - 三立臺灣台：《天下女人心》、週五《孤戀花》
  - 三立都會台：《就是要你愛上我》
- 由AGB尼爾森調查，調查範圍是四歲以上收看電視之觀眾。

### 香港无线电视翡翠台、高清翡翠台首播收視率
| 播映日期      | 集數     | 平均收視率 |
| ------------- | -------- | ---------- |
| 2014年7月12日 | 1        | 12點       |
| 2014年7月19日 | 2        | 10點       |
| 2014年7月26日 | 3        | 10點       |
| 2014年8月2日  | 4        | 9點        |
| 2014年8月9日  | 5        | 10點       |
| 2014年8月16日 | 6        | 9點        |
| 2014年8月23日 | 7        | 9點        |
| 2014年8月30日 | 8        | 9點        |
| 2014年9月6日  | 9        | 10點       |
| 2014年9月13日 | 10       | 11點       |
| 平均收視      | 平均收視 | 9.9        |

### 日本TBS首播平均收視率（半澤直樹年紀念第0章）
| 播放日期     | 日文副標題 | 中文副標題             | 導演   | 關東地區平均收視率 |
| 2020年1月3日 |            | 被瞄准的半澤直樹的密碼 | 松木彩 | 6.4%               |

### 日本TBS首播平均收視率（2020年版）
| 部                                                                         | 集數   | 播放日期      | 日文副標題 | 中文副標題                                                 | 導演            | 關東地區平均收視率 | 備註                                                       |
| 第3部                                                                      | 第1集  | 2020年7月19日 |            | 子公司VS銀行! 被調的半澤新時代開始！！                     | 福澤克雄        | 22.0%              | 初回延長25分鐘                                             |
| 第3部                                                                      | 第2集  | 2020年7月26日 |            | 卑劣的上司要雙倍奉還! 為子公司的尊嚴和同事一起作戰!!       | 福澤克雄        | 22.1%              | 延長15分鐘                                                 |
| 第3部                                                                      | 第3集  | 2020年8月2日  |            | 黒崎来襲!! 要作出懲罰!!                                    | 福澤克雄        | 23.2%              |                                                            |
| 第3部                                                                      | 第4集  | 2020年8月9日  |            | 半澤、窮途末路! 關鍵是大和田！?                            | 福澤克雄        | 22.9%              | 延長15分鐘                                                 |
| 第4部                                                                      | 第5集  | 2020年8月16日 |            | 壞政客要雙倍奉還！從卑劣的政府守護500億                    | 田中健太        | 25.5%              |                                                            |
| 第4部                                                                      | 第6集  | 2020年8月23日 |            | 終於，半澤被擊敗了！？一個徒被剥牙的政府刺客、黑崎登場！！ | 松木彩          | 24.3%              |                                                            |
| 第4部                                                                      | 第7集  | 2020年8月30日 |            | 決定一切的命運之日！與最可怕的敵人直接對決...！？          | 田中健太        | 24.7％             |                                                            |
| 第4部                                                                      | 第8集  | 2020年9月13日 |            | 董事長不可能是…!!？揭露一個邪惡政客的不當行為！            | 福澤克雄 松木彩 | 25.6％             | 受新型冠狀病毒（Covid-19）疫情影响，拍摄进度滞后，延播一週 |
| 第4部                                                                      | 第9集  | 2020年9月20日 |            | 最終決戰！半澤終於被擊敗嗎？真正的幕後黒手是…              | 福澤克雄        | 24.6%              | 同上，最终回前延长15分钟                                   |
| 第4部                                                                      | 完結篇 | 2020年9月27日 |            | 最終回將要1000倍奉還! 真是辭職！？最終決戰                 | 福澤克雄        | 32.7%              | 延長15分鐘，瞬間最高收視35.8%                              |
| 平均視聴率 24.7%（收視率由Video Research調查關東地區、家戶的即時統計資料） |        |               |            |                                                            |                 |                    |                                                            |

## 主要外景地
東京中央銀行總行
取景自位於東京都中央區日本橋室町的三井本館，於1929年落成。劇中將建築上方以CG技術合成為一棟高樓。
東京中央銀行 西大阪分行
取景自位於大阪市北區角田町的梅田阪急大樓，於2012年落成。
東京中央銀行總行員工餐廳
取景自位於東京都江東區大島的日本惠普總部大樓8樓員工餐廳，半澤常與同事於此討論事情。
東京中央銀行總行本館大廳
取景自位於東京上野恩賜公園內的東京國立博物館主館，於1938年落成。
大和田下跪的會議室
取景自位於東京都千代田區神田錦町3丁目的學士會館。該會館是由「一般社團法人學士會」所營運管理的學術交誼會員俱樂部。
伊勢島飯店總部大樓
取景自位於東京都千代田區內幸町的日本報業中心大樓，於1976年落成。
東京中央證券
取景自位於東京都中央區日本橋兜町的KDX日本橋兜町大廈，位於東京證券交易所旁。
電腦雜伎集團
取景自位於東京都港區六本木三丁目的住友不動產六本木Grand大廈。
Spiral 辦公室
取景自位於東京都新宿區西新宿6丁目的住友不動產新宿Oak大廈6樓Geniee公司。
Spiral 大會議室
取景自位於東京都中央區銀座6丁目的株式會社D2C。
Spiral 接待大廳
取景自位於東京都千代田區有樂町1丁目的東京中城日比谷。
智美的小料理屋
取景自位於東京都澀谷區惠比壽南1丁目上越安田惠比壽店。
永田家的競選議員活動的酒店
取景自位於東京都港區白金台 1 丁目 1-50 108-8640

## 與原作的不同點

### 基本設定
- 原作中半澤直樹有個弟弟「和樹」，但連續劇中的家族組成只有半澤、母親、妻子、兒子的四人家庭。
- 半澤的父母在原作中的名字不詳，另外因銀行拒絕融資而自殺的橋段為連續劇的原創部份，在原作中，直樹被銀行內定的時期父親仍健在。
- 原作沒有半澤直樹參與劍道活動的描述。
- 大和田曉、中野渡謙、黑崎駿一皆為《我們是花樣泡沫組》中才登場的人物。
- 半澤直樹與妻子花的相處態度與原作不同。
- 行員妻子聚集的「妻子聯誼會」為連續劇原創。

### 第一季第一部（大阪篇）
- 在原作有登場的半澤的同期同事苅田，並沒出現在連續劇中。（至第二季出場）
- 撤回半澤父親融資的銀行行員改成大和田。原作為木村，與淺野關係密切的業務統括部的代理部長，劇中未出現。
- 竹下企圖自殺以及板橋搶奪資料的部份，為連續劇原創。
- 連續劇中東田策劃在越南另起爐灶，原作地點則為中国大陆的深圳。
- 原作中，並沒有半澤於老人看護中心與小村接觸的場景。
- 原作中半澤的內部調職令公佈前，半澤已經把5億元收回，另外，半澤向淺野要求讓他與他部下調職的詳細部門，在原作中沒有明示。
- 原作中，黒崎駿一並非大阪國税局統括官。

### 第一季第二部（東京篇）
- 伊勢島飯店專務的性別由男性變為女性，姓名也從原作的羽根夏彥改成連續劇版的羽根夏子。
- 古里的非法證據資料放置場所，原作是在貝瀨自宅，連續劇改為銀行金庫內。原作為古里個人潛入貝瀨自宅中拿取資料。
- 小花回直樹老家的劇情為連續劇原創。
- 小说中，有关伊势岛酒店的资料本来是放在东京中央银行的地下层，后来被寄往半泽花的娘家；电视剧改编为：半泽直树将资料拿回家后，半泽花将这些资料寄回老家，随后直树抢在金融厅抵达小花娘家前派人拿到资料，放在东京中央银行地下层，为避人耳目用放置演出服饰的箱子迷惑他人。
- 田宮電機將3000萬元轉借給LaFite（ラフィット），原作的公司名為La Fayette（ラファイエット）。另外，原作中近藤與La Fayette社長對話的場景，並沒有在連續劇中出現。
- 半澤在董事會要求大和田下跪的場景為連續劇原創。

### 第二季第一部（東京中央证券篇）
- 营业二部部长内藤宽、东京中央证券专务神原公一、电脑杂伎集团营业部长户村逸树在劇中未出场。
- 滨村瞳、高坂圭为根据2020年初播放的半泽直树番外篇原创的人物。
- 原作中三笠、伊佐山及野崎皆屬舊東京第一派閥，電視劇則沒有明確提及三笠及野崎所屬派閥，伊佐山改為原屬大和田派系。
- 原作中黑崎沒有以證券交易監察委員會身分登場。
- 原作中大和田未有登場。

### 第二季第二部（帝国航空篇）
- 原作中，乃原问各银行负责人是否选择放弃帝国航空债权，有银行声明放弃，电视剧中除开发投资银行、东京中央银行，其余银行均声明跟随这两间银行采取行动。
- 小说中没有森山雅弘、濑名洋介的出场情节，电视剧中为了体现“失落一代”的成长而添加他们的戏份。
- 原作中第二部角色福山启次郎没有出场，电视剧中改编为得到大和田的授意，对纪本常务及其亲信展开调查，并将调查结果反馈给半泽、大和田等人。
- 木滝英雄、丸岡耕二、永田兄弟、新山智美為電視劇原創角色，其相關情節（例如丸岡商工和重建案洩漏事件）大多為電視劇原創。
- 黑崎在原著中並沒有被金融聽調職或開除，到小說完結時仍擔任檢察官一職。另外原著裡黑崎是在審查中暗示線索給半澤而不是像電視劇裡主動透露，作為線索的公司也由舞橋不動產改為伊勢志摩不動產。
- 箕部在原著的地盤和機場所在地是舞橋市，電視劇則改為三重縣的伊勢志摩市。
- 原著裡乃原身形肥胖且煙不離手，電視劇沒有跟從這個設定。
- 原著裡曽根崎是身高超過190cm的巨漢，電視劇並沒有跟從這個設定。另外原著並沒有透露曽根崎的調職地點。
- 原著裡並沒有出現希望航空這間公司。
- 原著裡紀本和半澤並沒有就20億不當融資案件攤牌，因此紀本並沒有到審查部攔截半澤一行人。而箕部在原著的最後對決前，並不知道半澤在調查20億不當融資案件，因此也沒有直接面對面要挾半澤。

## 影響
原著《我們是泡沫入行組》、《我們是花樣泡沫組》在連續劇播出後，半澤直樹系列已熱賣170萬冊並追加増印120萬冊，而最新的第三部《失落一代的反擊》已賣出超過50萬冊。
由于半泽直树电视剧的大热，电视台曾制作“加倍奉还馒头”在电视台大楼楼下销售，上面包装印上半泽直树的卡片，结果大受欢迎，而其他相關的周邊商品合計總營收超過1億5千萬日圓。
而在香港免費電視牌照爭議中，為了抗議香港政府黑箱作業沒有對發牌一事作出解釋，香港電視員工更上演此劇以作諷刺。
在台灣因該劇的高人氣在網路上竄紅，而在正式播出後，劇中半澤直樹的著名金句「加倍奉還」在許多場合被拿來使用，許多政治的場合也常被拿來惡搞或使用。日本媒體亦注意到台灣的半澤風潮，並加以報導。
2013年11月26日，中华全国总工会中国职工对外交流中心邀请一批研究中日关系的著名专家和学者，与正在中国访问的日本劳工运动研究会代表团举行了一次题为“如何维系中日关系、开展民间友好活动”的座谈会。在这个座谈会上，中国中央电视台外事处业务主管邱鹏鸣表示，将可能于2014年引进《半泽直树》，正在同TBS就播放权问题进行谈判。
2013年12月2日，第30屆日本年度新語、流行語大賞評選活動公布得獎名單，日劇「半澤直樹」中男主角講的「加倍奉還」一詞順利獲選。

## 得獎紀錄
| 大獎                   | 獎項                 | 得獎者     | 結果 |
| ---------------------- | -------------------- | ---------- | ---- |
| 銀河賞                 | 2013年9月月間賞      | 半澤直樹   | 獲獎 |
| 銀河賞                 | 第51回電視部門獎勵賞 | 半澤直樹   | 獲獎 |
| 第78回日劇學院賞       | 導演賞               | 福澤克雄   | 獲獎 |
| 第78回日劇學院賞       | 主演男優賞           | 堺雅人     | 獲獎 |
| 第78回日劇學院賞       | 助演男優賞           | 香川照之   | 獲獎 |
| 日本民間放送聯盟獎     | 電視劇優秀賞         | 半澤直樹   | 獲獎 |
| 2014年東京國際戲劇節   | 連續劇作品賞         | 半澤直樹   | 獲獎 |
| 2014年東京國際戲劇節   | 導演賞               | 福澤克雄   | 獲獎 |
| 2014年東京國際戲劇節   | 主演男優賞           | 堺雅人     | 獲獎 |
| 第17回日刊體育日劇大賞 | 作品賞               | 半澤直樹   | 獲獎 |
| 第17回日刊體育日劇大賞 | 主演男優賞           | 堺雅人     | 獲獎 |
| 第17回日刊體育日劇大賞 | 助演男優賞           | 片岡愛之助 | 獲獎 |

## 外部連結
- 半澤直樹（2013年版）－TBS電視台（页面存档备份，存于）（日語）
- 半澤直樹（2020新年特別篇版）－TBS電視台（页面存档备份，存于）（日語）
- 半澤直樹（2020年版）－TBS電視台（页面存档备份，存于）（日語）
- 半澤直樹－緯來日本台（原始內容存檔於2013-09-16）（繁體中文）
- 半澤直樹 特別篇－緯來日本台（页面存档备份，存于）（繁體中文）
- 半澤直樹的X（前Twitter）（日語）
- 半澤直樹的Facebook專頁（日語）
- 半澤直樹的Instagram帳戶（日語）

## 節目變遷
| 日本 TBS電視台 日曜劇場 週日 21:00          | 日本 TBS電視台 日曜劇場 週日 21:00            | 日本 TBS電視台 日曜劇場 週日 21:00              |
| ------------------------------------------- | --------------------------------------------- | ----------------------------------------------- |
|                                             | 半澤直樹 （2013年7月7日－2013年9月22日）      |                                                 |
| 飛翔公關室 （2013年4月14日－2013年6月23日） | 安堂機械人 （2013年10月13日－2013年12月15日） |                                                 |
| 週日 21:00 2020年9月6日暫停播映             |                                               |                                                 |
| 忒修斯之船 （2020年1月19日－2020年3月22日） | 半澤直樹2 （2020年7月19日－2020年9月27日）    | 危險的維納斯 （2020年10月11日－2020年12月13日） |

| 臺灣 緯來日本台 週一至五22:00 - 00:00 · （22:00重播前一次的集數，23:00播最新一集）                                                                                             | 臺灣 緯來日本台 週一至五22:00 - 00:00 · （22:00重播前一次的集數，23:00播最新一集） | 臺灣 緯來日本台 週一至五22:00 - 00:00 · （22:00重播前一次的集數，23:00播最新一集） |
| --- | ---------------------------------------------------------------------------------- | ---------------------------------------------------------------------------------- |
| | （2013年10月7日－10月18日）                                                        |                                                                                    |
| （2013年9月30日－10月4日） | （2013年10月22日－11月4日）                                                        |                                                                                    |
| 每日22:00 - 00:00 （22:00播最新兩集） |                                                                                    |                                                                                    |
| （2014年1月15日－1月27日） | （2014年1月29日－2月4日）                                                          | （2014年2月5日－2月11日）                                                          |
| 週一至週五 22:00 - 00:00 |                                                                                    |                                                                                    |
| （2016年9月12日－10月19日） | （2016年10月20日－10月28日）                                                       | （2016年10月31日－11月15日）                                                       |
| 週一至週五 22:00 - 00:00 週一至週五重播 01:30 - 03:00 |                                                                                    |                                                                                    |
| 女王的營養午餐（重播）（22:00－24:00） （2018年2月9日－2月14日、2月21日－2月28日）料理鐵人豪華年菜對決（20:00－23:00） （2018年2月15日）日本太太好吃驚in台灣 （2018年2月16日） | （2018年3月1日－3月15日)                                                           | 立邦劇場陸王 （2018年3月16日－3月30日）                                            |
| 週一至週五 22:00 - 23:00 |                                                                                    |                                                                                    |
| 賢妻大律師 （2020年7月14日－7月27日） | （2020年7月28日－8月7日）                                                          | 派遣女王2 （2020年8月10日－8月19日）                                               |
| 週六 22:00 - 23:00 |                                                                                    |                                                                                    |
| （2020年6月20日－8月1日) | （2020年8月8日－10月17日)                                                          | （2020年10月24日－12月26日）                                                       |
| 週一至週五 22:00 - 23:00 5月23日 22:00 - 23:29 5月24日、5月26日、6月2日、6月6日 22:00 - 23:19 5月30日 22:30-23:30 （2022年6月3日因播出《2021 極限體能王》，暫停播出）          |                                                                                    |                                                                                    |
| | （2022年5月23日－6月6日)                                                           | 正直詐欺師 （2022年6月7日－6月8日)                                                 |

| 香港 無綫網絡電視煲劇1台 另類劇場 星期六 23:00-00:00 · 11月16日 23:00 - 01:00 · 12月21日及1月18日 23:00 - 00:15                                                             | 香港 無綫網絡電視煲劇1台 另類劇場 星期六 23:00-00:00 · 11月16日 23:00 - 01:00 · 12月21日及1月18日 23:00 - 00:15 | 香港 無綫網絡電視煲劇1台 另類劇場 星期六 23:00-00:00 · 11月16日 23:00 - 01:00 · 12月21日及1月18日 23:00 - 00:15 |
| --- | --- | --- |
| | （2013年11月16日－2014年1月18日）                                                                               | |
| （23:00 - 00:30） （2013年11月9日） | （2014年1月26日）                                                                                               | |
| 香港 TVB Window 星期一至五 12:30 - 13:30及22:30 - 23:30 | | |
| （12:30 - 14:00、22:30 - 00:00） （2013年12月31日－2014年1月27日） | （2014年1月28日－2014年2月11日）                                                                                | 錢的化身（12:30 - 14:00、22:30 - 00:00） （2014年2月12日－2014年3月17日）                                       |
| 香港 無綫電視翡翠台、高清翡翠台 星期六 22:30 - 23:30 · 7月12日 20:30 - 22:30 · 7月26日及9月6日 22:30 - 23:45 · 8月16日 22:30 - 23:30及23:55 - 00:25 · 9月13日 21:30 - 23:00 | | |
| 杜德偉･巨星同學會（20:30 - 22:00） （2014年7月5日） | （2014年7月12日－2014年9月13日）                                                                                | 星光熠熠耀保良（20:30 - 23:00） （2014年9年20日）                                                               |
| 香港 無綫電視J2台 星期六、日 22:30 - 23:30 · 12月19日 22:30 - 23:45 · 12月20日 22:30 - 23:45 ·                                                                              | | |
| 逆轉大叔 （2020年11月14日-2020年12月13日） | （2020年12月19日－2021年1月17日）                                                                               | 遺留搜查 關鍵之匙 (2021年2月6日)                                                                                |

| 臺灣 八大戲劇台 TBS劇場 每日 23:00 - 00:00  | 臺灣 八大戲劇台 TBS劇場 每日 23:00 - 00:00 | 臺灣 八大戲劇台 TBS劇場 每日 23:00 - 00:00 |
| ------------------------------------------- | ------------------------------------------ | ------------------------------------------ |
|                                             | （2014年3月17日－2014年3月27日）           |                                            |
| 后宮美人計 （2014年2月10日－2014年3月14日） | 笑顏的法則 （2014年3月28日－2014年4月7日） |                                            |

| 新加坡 新传媒U频道 星期一至五 晚上 22:00 - 23:00 | 新加坡 新传媒U频道 星期一至五 晚上 22:00 - 23:00 | 新加坡 新传媒U频道 星期一至五 晚上 22:00 - 23:00 |
| ------------------------------------------------ | ------------------------------------------------ | ------------------------------------------------ |
|                                                  | （2015年4月16日－2015年5月4日）                  |                                                  |
| 听 （2015年4月7日－2015年4月15日）               | 急診男女 （2015年5月5日－2015年6月11日）         |                                                  |

| 臺灣 愛爾達影劇台 星期一至五 21:30 - 22:30 · 11月11日、11月17日 21:30 - 23:00 · 11月16日 21:30 - 22:40 | 臺灣 愛爾達影劇台 星期一至五 21:30 - 22:30 · 11月11日、11月17日 21:30 - 23:00 · 11月16日 21:30 - 22:40 | 臺灣 愛爾達影劇台 星期一至五 21:30 - 22:30 · 11月11日、11月17日 21:30 - 23:00 · 11月16日 21:30 - 22:40 |
| --- | --- | --- |
| | 半澤直樹 （2020年11月4日－2020年11月17日）                                                             | |
| BG終極保鏢 （2020年10月13日－2020年10月23日）BG終極保鏢2 （2020年10月26日－2020年11月3日）             | 半澤直樹特別篇 （2020年11月18日）                                                                      | |
| 星期三 21:30 - 23:00                                                                                   | | |
| 半澤直樹 （2020年11月4日－2020年11月17日）                                                             | 半澤直樹特別篇 （2020年11月18日）                                                                      | 半澤直樹2 （2020年11月19日－2020年12月3日）                                                            |
| 星期一至五 21:30 - 22:30 11月19日 21:30 - 23:00                                                        | | |
| 半澤直樹特別篇 （2020年11月18日）                                                                      | 半澤直樹2 （2020年11月19日－2020年12月2日）                                                            | 謊言的謊言 （2020年12月3日－2020年12月24日）                                                           |